# Vịt búi lông

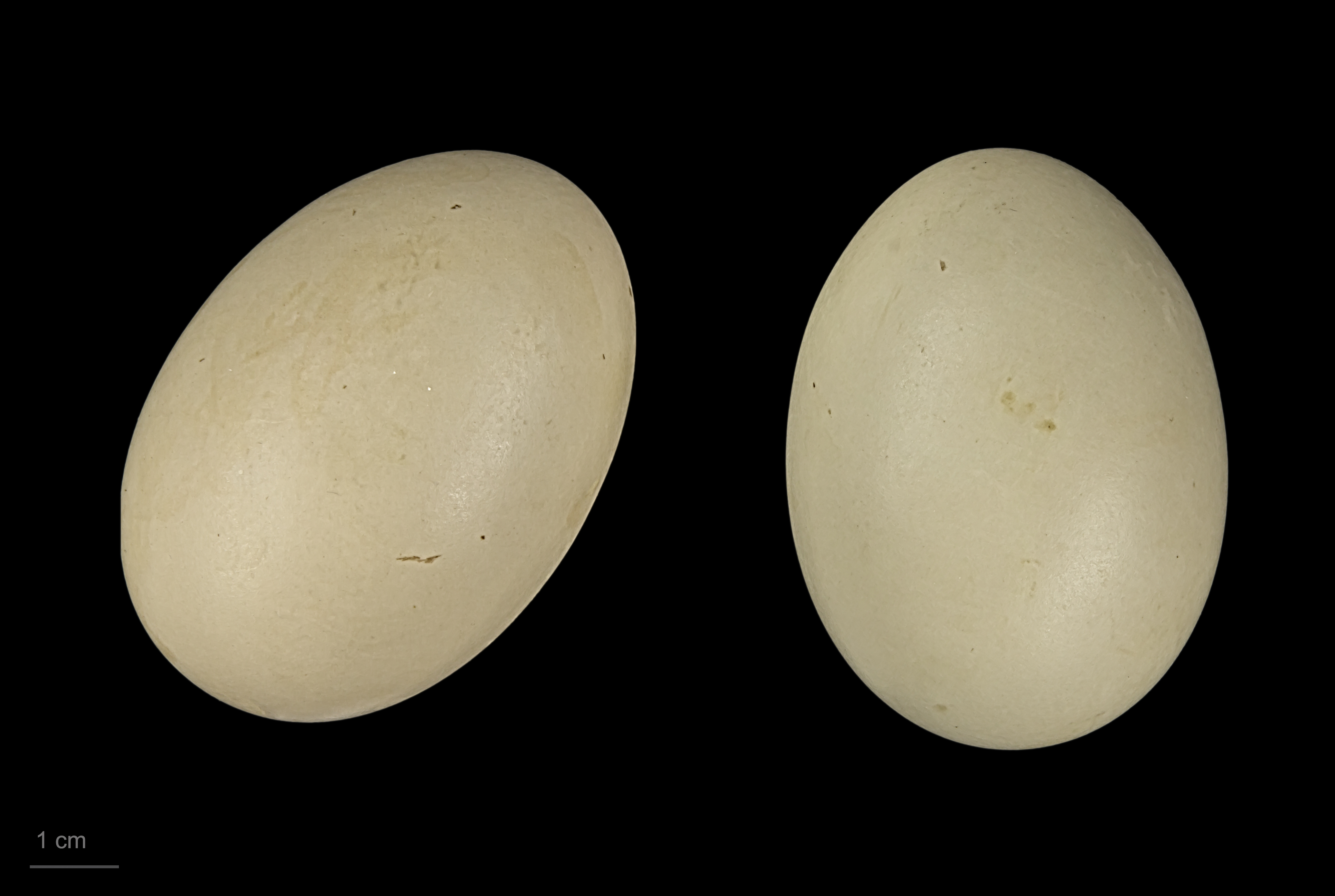
Trứng của vịt búi lông

Vịt búi lông (danh pháp khoa học: Aythya fuligula) là một loài chim trong họ Vịt., với dân số gần một triệu con chim, được tìm thấy ở miền bắc Âu Á.

## Phân bố
Vịt búi lông sinh ra ở vùng ôn đới và bắc Âu Á. Đôi khi chúng có thể được tìm thấy như một loài trú mùa đông dọc theo cả hai bờ biển của Hoa Kỳ và Canada. Loài này được cho là đã mở rộng phạm vi truyền thống của nó với sự sẵn có tăng của nước mở do khai thác sỏi, và sự lây lan của trai nước ngọt, một món ăn yêu thích của chúng. Những con vịt này di cư trong hầu hết phạm vi của chúng, và quá đông ở phía nam và tây nhẹ hơn của châu Âu, miền nam châu Á và cả năm ở hầu hết Vương quốc Anh. Chúng hình thành đàn lớn trên mặt nước mở vào mùa đông.

## Môi trường sống
Môi trường sinh sản của chúng gần với đầm lầy và hồ với nhiều thảm thực vật để che giấu tổ. Chúng cũng được tìm thấy trên các đầm phá ven biển, bờ biển và các ao có cây cối.